# I Cavalieri dello zodiaco - La dea della discordia
I Cavalieri dello zodiaco - La dea della discordia (劇場版-聖闘士星矢?, Saint Seiya Gekijōban) è un film d'animazione del 1987 diretto da Kōzō Morishita.
Si tratta del primo film dedicato ai Cavalieri dello zodiaco, disegnato dalla coppia Shingō Araki/Michi Himeno, già autori di molti personaggi della serie. È stato proiettato per la prima volta in Giappone il 18 luglio 1987 in occasione del Toei Manga Matsuri Festival.
In Italia il film è stato pubblicato per la prima volta in VHS nei primi anni '90 da Granata Press e doppiato presso lo studio P.V. di Milano, con i doppiatori "storici" della serie animata. Quest'edizione è stata poi trasmessa in televisione sull'emittente televisiva Italia 1 nei primi anni 2000. Il lungometraggio è anche noto con il titolo Saint Seiya - Seiya il sacro guerriero a seguito di un ridoppiaggio effettuato da Dynamic Italia fra il 1999 e il 2000 con nomi e dialoghi più fedeli all'edizione originale. Entrambe le tracce sono disponibili nell'edizione in DVD edita da Yamato Video.
Nel 2011 il film è stato adattato in un musical per il pubblico, successivamente distribuito in DVD nel corso dell'anno successivo.

## Trama
La dea Discordia fa ritorno sulla Terra all'interno di una mela d'oro e prende possesso del corpo di Daisy, una giovane ragazza aiutante di Lamia al collegio St. Charles. Il ritorno della dea porta alla rinascita del suo tempio, che sorge su una montagna nei pressi di Nuova Luxor. Inoltre Eris riporta in vita cinque Cavalieri Ombra al suo servizio: Serian di Orione, Ian dello Scudo, Lesia di Sagitta oscura, Relta della Croce del Sud e Orfeo della Lira. L'obiettivo della dea della discordia è quello di sovrastare Atena e così rapisce Lady Isabel durante una cavalcata mattutina e la porta nel suo tempio, legandola all'altare del sacrificio e iniziando ad assorbire la sua energia vitale al fine di completare la sua resurrezione. Poiché Lady Isabel è convinta che i suoi Cavalieri giungeranno per salvarla Eris li sfida invitandoli ad accorrere al suo tempio.
Pegasus, Sirio, Cristal e Andromeda raggiungono il luogo della battaglia e si avviano separatamente verso l'altare del sacrificio, ma nel loro percorso i Cavalieri di Atena vengono intercettati dai Cavalieri Ombra. Pegasus incontra Lesia, che riesce a sconfiggere seppur rimanendo ferito da una freccia avvelenata. Cristal si scontra con Relta, ma il combattimento viene interrotto dall'arrivo di Eris, che colpisce con il suo scettro sia il Cavaliere della Croce del Sud sia il Cavaliere del Cigno. Sirio ingaggia invece una battaglia con Ian, forte di un potentissimo scudo a prima vista indistruttibile; alla fine il Cavaliere del Dragone riesce a sconfiggere il nemico, pur rimanendo spossato dopo la battaglia. Andromeda ingaggia intanto una battaglia con Orfeo, il quale sembra avere la meglio, ma proprio nel momento più critico per il Cavaliere di Andromeda giunge in suo aiuto Phoenix. È il Cavaliere della Fenice a sconfiggere definitivamente l'avversario con le sue Ali della Fenice.
Tocca a Pegasus e Phoenix affrontare Serian, l'ultimo Cavaliere Ombra rimasto, nonché il più potente. I due Cavalieri non riescono però a sconfiggere il nemico e il trionfo di Eris, intanto risorta nel suo corpo divino, pare sempre più certo. Tuttavia il Cavaliere di Pegasus riesce a trovare la forza per reagire, sostenuto dalle voci dei suoi amici, e si prepara per lo scontro finale indossando l'armatura d'oro del Sagittario, che solo il più giusto tra i Cavalieri può vestire. Sconfitto Serian, Pegasus scaglia la Freccia d'Oro, che trapassa Eris e distrugge la mela d'oro che stava intanto sottraendo energia vitale a Lady Isabel. La dea della discordia decade e il suo tempio crolla, ma tutti i Cavalieri dello zodiaco, Atena e Daisy, libera dall'influsso della dea malvagia, si salvano.

## Personaggi
Il film introduce come nuovi nemici il gruppo dei Cavalieri Ombra (亡霊聖闘士?, Gōsuto Seinto, Ghost Saint, lett. Sacri guerrieri fantasma chiamati semplicemente Guerrieri fantasma nel secondo doppiaggio), spesso indicati nel materiale anche come Ghost 5  (ゴースト5 ?, gōsuto faibu). Un gruppo di cinque leggendari Cavalieri di Atena del passato, riportati in vita da Discordia a cui hanno giurato fedeltà per sfuggire dall'oblio della morte. Anni dopo la brochure del film  Le porte del paradiso confermò i personaggi come cinque Cavalieri d'argento.
La pellicola introduce anche il personaggio minore di Mimiko, una bambina dell'orfanotrofio che poi sarà ripresa anche all'interno della serie TV.
Discordia (エリス?, Eris)
Dea della contesa, tornata sulla Terra dopo anni di esilio nella cometa Leparus per vendicarsi della sua nemica Atena prosciugandola di tutta l'energia vitale per rigenerare il suo corpo vero (nel frattempo utilizza il corpo di Daisy). Invia i suoi Cavalieri Ombra (da lei riportati in vita) contro quelli di Lady Isabel, ma sconfitta da Pegasus grazie alla freccia d'oro dell'Armatura d'Oro del Sagittario.
Daisy (えいり?, Eiri, Eirii nel secondo doppiaggio)
È una delle educatrici dell'orfanatrofio dove lavora Lamia, predestinata dalle stelle per essere il corpo ospite di Discordia. All'inizio del film dimostra un interesse (ricambiato) per Crystal che l'ha salvata dall'essere investita da un'auto.
Dopo avere trovato il pomo della discordia in cui era imprionata l'anima della dea (tornato sulla Terra con la cometa Leparus) viene da lei posseduta fino a quando Discordia che si servirà di lei non assorbe da Atena l'energia sufficiente per ricreare il suo corpo mitologico. 
Lesia di Sagitta oscura (矢星座の魔矢?, Sagitta no Maya, Maya di Sagitta nel secondo doppiaggio)
È il Cavaliere Ombra della costellazione delle Freccia ed il primo ad attaccare i Cavalieri di Bronzo. Viene affrontato da Pegasus che riesce a batterlo col suo "Fulmine", ma Lesia riesce comunque a colpirlo con una delle sue frecce avvelenate. Il suo colpo principale è "Hunting Arrow Express".
Orfeo della Lira (琴座のオルフェウス?, Lyra no Orpheus, chiamato Orfeus di Lyra nel secondo doppiaggio)
È un Cavaliere leggendario dei tempi antichi che si scontra con Andromeda, che riesce facilmente a battere. Viene poi sconfitto da Phoenix, non prima però di avere mostrato resistenza agli incubi provocati dal Fantasma Diabolico (da lui considerati poco spaventosi rispetto al mondo dei morti).La sua tecnica principale è lo "Stringer Requiem".
Relta della Croce del Sud (南十字星座のクライスト?, Crux no Christ,  Christ di Crux Australis nel secondo doppiaggio)
Terzo dei Cavalieri di Discordia ad apparire. Affronta Cristal che riesce però a paralizzarlo con la Polvere di diamanti per interrogarlo, ma viene ucciso da Discordia sopraggiunta sul posto. Il suo colpo segreto è il "Tuono impetuoso della Croce del Sud" (Southern Cross Thunder Volt).
Ian dello Scudo (盾星座のヤン?, Scutum no Yan,  chiamato nel secondo doppiaggio Yan di Scutum)
Affronta Sirio, desideroso di mettere alla prova i rispettivi scudi, riuscendo a distruggere quello dell'avversario. Alla fine Sirio riesce a sconfiggerlo con il Colpo segreto del drago nascente. Il suo colpo segreto è il '"Boom Crash Screw" (ボーン・クラッシュ・スクリュー?, Bōn Kurasshu Skuryū).
Serian di Orione (オリオン星座のジャガー?, Orion no Jager, Jagger di Orion nel secondo doppiaggio)
Conosciuto come uno dei Cavalieri più famosi e forti del passato, sconfigge facilmente Pegasus, moribondo per il veleno della freccia di Lesia ma viene salvato dall'arrivo di Phoenix. Quando però il Cavaliere della Fenice sta per essere sconfitto dal nemico, viene fermato dal cosmo di Pegasus che, rialzatosi, indossa l'armatura del Sagittario e riesce a sconfiggere Serian. Il suo colpo principale è il "Nucleo della meteora incandescente" (Megaton Meteor Crash).

## Colonna sonora
La colonna sonora del film è stata curata da Seiji Yokohama (già autore delle musiche della serie TV) e distribuita in Giappone da Nippon Columbia il 1º agosto 1987 all'interno del CD Saint Seiya TV Original Soundtrack II.
La sigla d'apertura del film è Pegasus Fantasy dei Make-Up, già opening della serie televisiva.

## Produzione
Il film venne realizzato coinvolgendo nella produzione Masami Kurumada, il quale collaborò alla stesura della trama e abbozzò il character design e le armature dei cinque Cavalieri Ombra. Gli schizzi di Kurumada per i nuovi nemici ed i loro settei curati da Araki (pur non presentando ancora una colorazione definitiva) furono poi pubblicati in occasione dell'annuncio della pellicola, sul numero 30 di Weekly Shōnen Jump del 7 luglio 1987.

## Distribuzione
Il film è stato distribuito nelle sale giapponesi con il titolo Saint Seiya Gekijōban (劇場版-聖闘士星矢? lett. Saint Seiya - Il film) il 18 luglio 1987 (stesso giorno dell'episodio 38 della serie televisiva), in occasione del Toei Manga Matsuri Festival assieme a Dragon Ball - La bella addormentata a Castel Demonio e ai film dei tokusatsu Metalder e Hikari Sentai Maskman.
In occasione dell'uscita del Movie Box contenente i primi quattro film pubblicato nel 2004, il film viene rinominato Saint Seiya - Jashin Eris (聖闘士星矢 邪神エリス?, Seinto Seiya - Jashin Erisu, t.l. Saint Seiya - Eris la dea malvagia).

### Edizione italiana
Come sarà poi per i tre film immediatamente successivi, La dea della discordia  è stato pubblicato sia in adattamento fedele a quello utilizzato nella serie TV (con i dialoghi curati da Irene Cantoni e Stefano Cerioni, contenenti diverse citazioni ed un registro più epico dell'originale in alcuni punti), sia con uno più fedele all'originale. La prima versione è stata poi trasmessa da Italia 1 nei primi anni 2000, assieme alla serie TV.
Il primo doppiaggio (effettuato presso lo Studio P.V. di Milano sotto la direzione di Enrico Carabelli negli nel 1993) vede il ritorno dei doppiatori storici per i cinque protagonisti, Lady Isabel, Lamia e i bambini dell'orfanotrofio (mentre è invece cambiata la voce narrante). Permangono tutte le modifiche di nomi avvenute precedentemente, sia per i personaggi che per i colpi e i luoghi (con la città dei protagonisti che da Tokyo viene ribattezzata Nuova Luxor), salvo per l'orfanotrofio "Bimbi delle stelle" che viene indicato col nome di Saint Georges al posto del consueto Saint Charles, mentre il nome della cometa Repulse viene erroneamente traslitterato in Leparus.
 Per quanto riguarda i nuovi personaggi, il caso più evidente si ha con Daisy (chiamata in originale Eirii) e la maggior parte dei Cavalieri Ombra, di cui solo due su cinque mantengono i loro nomi , mentre la dea Eris  (pur essendo introdotta col suo nome greco) viene per lo più chiamata con quello romano: "Discordia". Durante il combattimento fra Andromeda ed Orfeo viene inoltre introdotto un riferimento a Mime di Asgard, assente in originale dovuto al fatto che la pellicola (pur essendo precedente alla serie di Asgard) è stata doppiata a seguito della conclusione della serie televisiva.
La seconda edizione italiana (intitolata Saint Seiya - Seiya il sacro guerriero) è stata curata da Dynamic Italia nel 1999 e presenta un cast totalmente differente assieme all'uso di nomi e termini originali ed un nuovo adattamento più fedele alla versione giapponese curato da Valerio Manenti. Il cast si compone di voci sia di piazza romana che milanese, cosa che ha portato ad effettuare il doppiaggio presso due strutture differenti: lo studio Logos per le parti doppiate a Milano e quelle di Roma presso la SEFIT-CDC, con la direzione del doppiaggio affidata rispettivamente a Manenti e Isabella Pasanisi.

### Edizioni home video
In Italia il film è stato pubblicato per la prima volta in home video fra il 1993 e il 1994 ad opere della Granata Press. A seguito del fallimento di quest'ultima, nel 1996 fu poi distribuito (insieme alle altre pellicole della saga) da Dynamic Italia, sempre col primo doppiaggio. Fra il 1999 ed il 2000 venne pubblicata la seconda edizione italiana in videocassetta, la quale conteneva vari extra come la versione karaoke delle sigle originali.
Nel 2002 la Dynamic distribuì poi un'edizione DVD del film chiamata "Memorial Box". A novembre 2006 la Yamato Video ha rilevato i diritti dei primi quattro film, pubblicandoli per la prima volta in DVD con doppio audio italiano e originale giapponese .

### Annotazioni
1. 1 2 3  colpo innominato nel primo doppiaggio italiano
2. ↑  I numeri di Weekly Shonen Jump escono post-datati di una settimana. Il numero 30 uscì effettivamente il 23 giugno 1987
3. ↑  nel caso di Orfeo viene utilizzata la forma italianizzata del suo nome, mentre il nome "Yan" viene traslitterato con la I al posto della Y

### Fonti
1. 1 2  (EN) Lewis Smith, Toei Manga Matsuri July 1987, su DYNAMITE IN THE BRAIN The Podcast That Loves Anime, 15 aprile 2020.
2. ↑  (JA) Super Musical "Saint Seiya" Generale TOP, su musical-seiya.com/, 28 maggio 2011. URL consultato il 21 agosto 2020 (archiviato dall'url originale il 10 giugno 2012).
3. ↑  Jump Gold Selection 1, pag. 123, 1988, Shūeisha Tokyo
4. ↑  Scan del Pamphlet sul sito Death Mask Home page, fan site
5. 1 2 3   LA STORIA DEI CAVALIERI DAL 1985 AD OGGI - 1987, su icavalieridellozodiaco.net.
6. ↑  Intervista a Masami Kurumada , Saint Seiya - I Cavalieri dello zodiaco vol. da 19 a 27, edizioni Star Comis. Una trascrizione completa dell'intervista è disponibile alla pagina  RACCOLTA DELLE INTERVISTE A MASAMI KURUMADA, su icavalieridellozodiaco.net.
7. ↑  (EN) Saint Seiya - The Movie Box [Limited Release], su cdjapan.
8. 1 2   AntonioGenna.net presenta: IL MONDO DEI DOPPIATORI - ZONA CINEMA: "I  Cavalieri dello Zodiaco - I film", su antoniogenna.net. URL consultato il 1º dicembre 2017.
9. ↑   I film - The movies, su Cdzmillenium. URL consultato il 14 settembre 2020 (archiviato il 29 ottobre 2013).